# Rhopalodes uniformis
Rhopalodes uniformis là một loài bướm đêm trong họ Geometridae.